# تششمه خاني (مقاطعة غيلانغرب)
تششمه‌خاني (بالفارسية: چشمه خاني) هي قرية تقع في قسم غوآور الريفي بناحية غوار, مقاطعة غيلانغرب, محافظة كرمانشاه, إيران. بلغ عدد سكان القرية سنة 2006 قرابة 122 فردا مشكلين 28 عائلة.